# Erik Van der Paal
Erik Van der Paal (oktober 1972) is een Belgische vastgoedondernemer en projectontwikkelaar.

## Biografie
Erik Van der Paal is de zoon van Rudi Van der Paal, een van de medeoprichters van de Volksunie die ook actief was als projectontwikkelaar en in die hoedanigheid bekend stond als de "koning van Sardinië". 
In 1998 nam Erik Van der Paal samen met Xavier Painblanc de bvba Delta- en Advies Beheermaatschappij (DAB) over van de weduwe van Léon Rochtus. Deze bvba beschikte over een kapitaal van 90 miljoen Belgische frank, wat na de overname werd verhoogd met 60 miljoen Belgische frank. De naam werd gewijzigd in Amber Holding en werd een naamloze vennootschap. In 1999 stapt Painblanc uit het bestuur en in 2000 kwam Frans Crols erbij.

### Betrokkenheid 't Scheldt
In 2016 raakte bekend dat vader en zoon Van der Paal financiële steun verleenden aan de Vlaams-radicale satirische website 't Scheldt. De website bevestigt dit in 2021 nadat de relatie met Van der Paal verzuurd was geraakt. Later bleek Van der Paal ook inhoudelijk betrokken te zijn.

### Land Invest Group
In 2017 verkocht Van der Paal zijn aandelen van Land Invest Group nadat er een polemiek ontstond over de aanwezigheid van verschillende toppolitici op zijn verjaardagsfeest, waaronder Antwerps burgemeester Bart De Wever en schepen Rob Van de Velde. De aankomst van de gasten aan het Antwerpse restaurant 't Fornuis werd gefilmd en gepubliceerd door Apache.be.
Van der Paal heeft sindsdien via verschillende juridische wegen (Tergend of roekeloos geding) de website voor onderzoeksjournalistiek aangevallen om de publicatie van de beelden ongedaan te maken. Hiertoe heeft hij privédetectives ingezet, wat de Vlaamse Vereniging van Journalisten heeft aangeklaagd als een "onaanvaardbare schending van het journalistieke bronnengeheim, van de privacy en van de expressie- en informatievrijheid in haar geheel". In januari 2020 stelden sp.a, CD&V en Groen hierover vragen in het Vlaams parlement.
In juni 2022 werd hij door de rechter in beroep schuldig verklaard in de 'Fornuisgate', hij moest aan Apache een schadevergoeding van 10.000 euro betalen omdat hij blijft procederen. Hij tekende cassatieberoep aan maar dit werd in oktober verworpen.